# Ла-Преса (Каліфорнія)
Ла-Преса (англ. La Presa) — переписна місцевість (CDP) в США, в окрузі Сан-Дієго штату Каліфорнія. Населення — 35 033 особи (2020).

## Географія
Ла-Преса розташована за координатами 32°42′44″ пн. ш. 117°0′13″ зх. д. / 32.71222° пн. ш. 117.00361° зх. д. (32.712315, -117.003710).  За даними Бюро перепису населення США в 2010 році переписна місцевість мала площу 15,59 км², з яких 14,23 км² — суходіл та 1,35 км² — водойми.

## Демографія
Згідно з переписом 2010 року, у переписній місцевості мешкало 34 169 осіб у 10 178 домогосподарствах у складі 7939 родин. Густота населення становила 2192 особи/км².  Було 10711 помешкання (687/км²).
Расовий склад населення:
| - 44,1 % — білих - 13,0 % — чорних або афроамериканців - 9,4 % — азіатів - 1,2 % — вихідців з тихоокеанських островів - 0,8 % — корінних американців - 24,1 % — осіб інших рас |

До двох чи більше рас належало 7,4 %. Частка іспаномовних становила 47,3 % від усіх жителів.
За віковим діапазоном населення розподілялося таким чином: 28,0 % — особи молодші 18 років, 61,5 % — особи у віці 18—64 років, 10,5 % — особи у віці 65 років та старші. Медіана віку мешканця становила 32,7 року. На 100 осіб жіночої статі у переписній місцевості припадало 95,9 чоловіків;  на 100 жінок у віці від 18 років та старших — 92,1 чоловіків також старших 18 років.
Середній дохід на одне домашнє господарство  становив 69 057 доларів США (медіана — 60 251), а середній дохід на одну сім'ю — 72 978 доларів (медіана — 63 976). Медіана доходів становила 42 267 доларів для чоловіків та 36 186 доларів для жінок. За межею бідності перебувало 13,7 % осіб, у тому числі 20,1 % дітей у віці до 18 років та 8,5 % осіб у віці 65 років та старших.
Цивільне працевлаштоване населення становило 15 602 особи. Основні галузі зайнятості: освіта, охорона здоров'я та соціальна допомога — 20,5 %, роздрібна торгівля — 12,5 %, мистецтво, розваги та відпочинок — 12,4 %.